# De Bommelkuur
Tom Poes en de Bommelkuur of kortweg De Bommelkuur is het 55ste verhaal uit de Bommelsaga, geschreven en getekend door Marten Toonder. Het verhaal verscheen voor het eerst op 27 juli 1953 en liep tot 29 augustus van dat jaar.
Volgens de website van Toonder Compagnie bv is de tekst van de hand van broer Jan Gerhard Toonder. In het voorwoord van de Volledige werken wordt Ben van ’t Klooster als tekenaar genoemd. Marten Toonder corrigeerde slechts vanaf zijn ziekbed.

## Samenvatting
Heer Bommel ligt ziek in zijn hemelbed. Zijn arts, de ontboden specialist dr. Zeeger Balsem, stelt als diagnose Aperagia Polinaris en schrijft als therapie volstrekte rust voor.
Ze reizen af naar de Zwarte Bergen. Door de twee rivaliserende stammen daar is het niet bepaald rustig. Maar voor buitenlanders zijn ze zeer gastvrij, alleen willen beide stammen heer Bommel "verzorgen". Dat doen ze echter veel te ruw. Dit maakt heer Bommel kwaad en hierdoor blijkt hij op slag genezen te zijn en zijn oude berenkracht te hebben hervonden. Vervolgens laat hij bouwmaterialen aanrukken. Er verrijst een sanatorium, waar de Grumps en Knarren voortaan eendrachtig de bezoekers in het ijskoude water werpen.
Terwijl het reisgezelschap te voet terugkeert naar huis, komen ze burgemeester Dickerdack en de markies de Canteclaer tegen, die op hun beurt onderweg zijn naar het kuuroord.
Terug in het kasteel leest Heer Bommel uit het dagblad voor over het ontdekte nieuwe sanatorium voor de betere kringen in de Zwarte Bergen.

## Bewerkingen
In 1959/1960 was dit verhaal een van de negen verhalen waarvan een korte Engelstalige animatiefilm gemaakt werd, die bedoeld was voor de Amerikaanse markt. De film kreeg als naam The Bungle cure. Deze verfilmingen werden nooit uitgebracht in Amerika, maar in Nederland uiteindelijk wel, toen ze in 2012 op dvd verschenen.
In 1963 verscheen in het weekblad Revue een verkorte bewerking als ballonstripverhaal, geheel in kleur.